# Cdk7
Proteína de división de la célula kinase 7 es una enzima que en los humanos es codificada por el gen CDK7.
La proteína codificada por este gen es un miembro del cyclin-proteína dependiente kinase (CDK) familia. CDK Los miembros familiares son altamente similares a los productos de gen de Saccharomyces cerevisiae cdc28, y Schizosaccharomyces pombe cdc2, y es sabido de ser reguladores importantes de progresión de ciclo de la célula. Esta proteína forma un complejo trimerico con la cyclin H y MAT1, el cual funciona como Cdk-activando kinase (CAK). Es un componente esencial del factor de transcripción TFIIH, implicado en la iniciación de la transcripción y reparación del ADN. Se piensa que esta quinasa sirve como enlace directo entre el control de transcripción y el ciclo celular.

## Interacciones
La Cdk 7 ha demostrado ser capaz de interaccionar con:
- Receptor androgénico,[3]
- Ciclina H,[4][5][6]
- GTF2H1,[7][4][8]
- MNAT1,[4][9]
- P53,[10][11]
- SUPT5H,[6] and
- XPB.[12][7][4]